# NGC 2241
NGC 2241 je otvoreni skup  u zviježđu Zlatnoj ribi. 

## Vanjske poveznice
- SEDS: NGC 2241